# Župnija Sv. Primož na Pohorju
Župnija Sv. Primož na Pohorju je rimskokatoliška teritorialna župnija dekanije Radlje-Vuzenica koroškega naddekanata, ki je del nadškofije Maribor.
Župnijska cerkev je cerkev sv. Primoža.